# Đúc nhanh
Đúc nhanh là một sự kết hợp của đúc truyền thống với tạo mẫu nhanh/ in 3D. Trong kỹ thuật này, mẫu  dùng một lần được sử dụng để tạo khuôn được tạo ra bằng các kỹ thuật in 3D như lắng đọng nóng chảy, in li-tô lập thể hoặc bất kỳ kỹ thuật in 3D nào khác.

## Quy trình
- Một mẫu dùng một lần được làm bằng RP (có thể là sáp hoặc bất kỳ loại nhựa nào khác được sử dụng trong in 3D)
- Các mô hình nếu làm bằng sáp, trải qua sáp xâm nhập và các quy trình khác để tăng cường sức mạnh của nó và đặc tính khử sáp.
- Khuôn được làm bằng mẫu in.
- Tháo mẫu khỏi khuôn bằng quy trình đúc thông thường.

## Ưu điểm
- Dễ tạo mẫu hơn.
- Giảm thời gian sản xuất.
- Khả năng làm cho mẫu nhẹ hơn bằng cách loại bỏ các vật liệu không mong muốn và cứng hơn bằng cách thêm các gân.
- Giảm chi phí sản xuất, tiết kiệm nhiên liệu